# Colonia Ejidal, Mariano Escobedo
Colonia Ejidal är en ort i Mexiko.   Den ligger i kommunen Mariano Escobedo och delstaten Veracruz, i den sydöstra delen av landet, 220 km öster om huvudstaden Mexico City. Colonia Ejidal ligger 1 509 meter över havet och antalet invånare är 573.
Terrängen runt Colonia Ejidal är kuperad österut, men västerut är den bergig. Runt Colonia Ejidal är det mycket tätbefolkat, med 1 361 invånare per kvadratkilometer. Närmaste större samhälle är Orizaba, 7,2 km söder om Colonia Ejidal. Trakten runt Colonia Ejidal består till största delen av jordbruksmark.